# Scythiolininae
Scythiolininae es una subfamilia de foraminíferos bentónicos de la familia Cuneolinidae, de la superfamilia Ataxophragmioidea, del suborden Ataxophragmiina y del orden Loftusiida. Su rango cronoestratigráfico abarca desde el Hauteriviense hasta el Aptiense (Cretácico inferior).

## Discusión
Clasificaciones previas hubiesen incluido Scythiolininae en el suborden Textulariina del orden Textulariida o en el orden Lituolida.

## Clasificación
Scythiolininae incluye al siguiente género:
- Scythiolina †
- Histerolina †